# Sérgio Pinho Alves
Sérgio Russell de Pinho Alves (Paulista, 8 de março de 1968) é um advogado, político e cinófilo brasileiro. Foi deputado estadual de Pernambuco entre 1999 e 2002, eleito com 26.759 votos.